# Gli eredi della Terra (romanzo Kate Wilhelm)
Gli eredi della Terra (Where Late the Sweet Birds Sang) è un romanzo di fantascienza del 1976 della scrittrice statunitense Kate Wilhelm.

## Trama
Nella Terra del dopo-catastrofe ecologica e nucleare la sterilità colpisce i pochi superstiti, e la riproduzione avviene quindi per clonazione. I cloni sono empatici fra loro ed hanno rapporti omosessuali di gruppo. La comunità degenera però progressivamente, per cui la famiglia Summer si isola in una fattoria, cominciando a produrre cloni di loro stessi e dei propri animali.
Così, mentre il mondo intero va in rovina, nella valle i cloni sopravvivono e creano una strana comunità in cui ciascuno ha molte copie di se stesso, in cui il sesso è quasi abolito ed in cui, progressivamente, ogni forma di creatività va morendo.
Due di loro riescono a generare un figlio, Mark, unico a non avere “fratelli identici”. Sarà un ribelle e, lui solo, comprenderà la fragilità e l’imperfezione di quel modello sociale, troppo programmato e rigido, di quel gruppo che sopravvive, per assurdo, grazie alla tecnologia, proprio in un mondo in cui la tecnologia è collassata e scomparsa. Un gruppo in cui l’individualità è annullata e la solitudine insopportabile.
Questo gruppo, tornato alla riproduzione eterosessuale, si salverà ed erediterà la Terra.

## Premi e riconoscimenti
- Premio Locus per il miglior romanzo nel 1977
- Premio Hugo per il miglior romanzo nel 1977
- Premio Jupiter nel 1977
- Terzo posto al Premio John Wood Campbell Memorial nel 1977
- Nominato al Premio Nebula per il miglior romanzo nel 1977